# James Hudson Taylor
James Hudson Taylor (chiń. 戴德生; pinyin Dài Déshēng; ur. 21 maja 1832 w Barnsley, zm. 3 czerwca 1905 w Changsha) – brytyjski misjonarz protestancki w Chinach, założyciel stowarzyszenia misyjnego China Inland Mission, nazywany apostołem Chin.
Urodził się w rodzinie metodystycznej, jako syn farmaceuty. Jak twierdził, w wieku 17 lat usłyszał głos Boga, nakazujący mu wyruszyć do Chin. Studiował medycynę, jednocześnie zbierając informacje o Państwie Środka i ucząc się języka chińskiego.
W latach 1854–1860 po raz pierwszy przebywał w Chinach, prowadząc działalność misjonarską w Szanghaju, Shantou i Ningbo. W tym ostatnim mieście poślubił Marię Dyer, z którą był żonaty do jej śmierci w 1870 roku. Z powodu słabego zdrowia powrócił w 1860 roku do Anglii, gdzie przetłumaczył Nowy Testament na dialekt Ningbo i napisał książkę China’s Spiritual Need and Claims (wyd. 1865).
W 1865 roku powołał do życia China Inland Mission, stowarzyszenie misyjne, mające na celu rozpowszechnianie chrześcijaństwa wewnątrz Chin. Rok później powrócił wraz z żoną i 16 pierwszymi misjonarzami do Państwa Środka.
W późniejszych latach prowadził życie między Chinami a krajami zachodnimi, wiele podróżując celem werbowania nowych misjonarzy do pracy w Chinach i pozyskiwania funduszy na działalność misyjną. Opublikował kilka kolejnych książek, m.in. Union and Communion (1893), A Retrospect (1894), Separation and Service (1898). Do jego śmierci stowarzyszenie posiadało 825 misjonarzy we wszystkich chińskich prowincjach i nawróciło 25 tysięcy osób. W swojej pracy okazywał szacunek kulturze narodu, któremu głosił Ewangelię, m.in. chodząc ubrany w tradycyjny chiński strój, co powodowało wrogość niektórych tradycyjnych środowisk misjonarskich.
W 1900 roku przekazał kierownictwo Dixonowi Edwardowi Hoste’owi i osiadł w Szwajcarii. Zmarł w 1905 roku, podczas pobytu w Chinach. Pochowano go w Zhenjiang w prowincji Jiangsu.